# 浅岡邦雄
浅岡 邦雄（あさおか くにお、1947年 - ）は、日本の出版史研究家。

## 人物・来歴
東京生まれ。立教大学文学部卒業。白百合女子大学図書館勤務、中京大学文学部言語表現学科准教授、教授。2018年定年退職。城市郎文庫研究会会員。近代出版史専攻。日本出版学会会員。近年は出版法制、特に検閲史に業績。長年、千代田図書館で眠っていた検閲正本の価値を再評価した。

## 著書
- 『〈著者〉の出版史 権利と報酬をめぐる近代』森話社 2009

### 共編・監修
- 『日本出版関係書目 1868-1996』布川角左衛門監修 ;佐藤研一,稲岡勝,佐野真共編 日本エディタースクール出版部　2003
- 『明治期「新式貸本屋」目録の研究』鈴木貞美共編 国際日本文化研究センター 日文研叢書、2010
- 『貸本関係資料集成 戦後大衆の読書装置』24巻別巻5巻 大竹正春,梶井純,藤島隆共編 金沢文圃閣 文圃文献類従、2012-15
- 『貸本関係資料集成 戦後大衆の読書装置 補遺編』全8巻別巻1 (文圃文献類従 大竹正春,梶井純,藤島隆共編. 金沢文圃閣, 2016-17

## 論文
- <浅岡邦雄